# Nice Olympique
Le Nice Olympique est un club de basket-ball français basé à Nice, aujourd'hui disparu.

## Histoire
Le club a appartenu pendant 1 saison à l'élite du championnat de France (de 1986 à 1987), pour un bilan de 2 victoires, 1 match nul et 11 défaites en 14 matchs.